# راي ارمسترونغ
راي ارمسترونغ (بالإنجليزية: Ray Armstrong)‏؛ مواليد 6 أكتوبر 1937، هو لاعب كرة قدم أمريكي سابق كان يلعب ك.